# Manuel Álvarez Rábago
Manuel Álvarez Rábago fue un militar mexicano que participó en la Revolución mexicana.

## Inicios
Nació en Uruapan, Michoacán, el 14 de agosto de 1884. Fue hijo de Manuel Álvarez Cervantes y de Herminia Rábago Arroyo. Realizó estudios primarios en su tierra natal; en 1896 pasó a la escuela de Industria Militar “Porfirio Díaz”, donde obtuvo el grado de subteniente en 1902. El 18 de febrero de 1911 se incorporó al movimiento maderista y operó en su estado dentro de las fuerzas del General Marcos V. Méndez.

## Constitucionalismo
En junio de 1913 se unió al movimiento constitucionalista, bajo las órdenes del coronel Cenobio Moreno. En septiembre de 1914, Venustiano Carranza le otorgó el grado de teniente coronel. En 1915 se incorporó a la Brigada “Ocampo”, comandada por el general Heriberto Jara, asignándosele el mando del regimiento “Allende”. Combatió a las fuerzas zapatistas y felicistas en el estado de Veracruz, hasta 1918. En 1920 reconoció el Plan de Agua Prieta en el estado de Michoacán.

## Ejército Mexicano
En 1923 se mantuvo leal al gobierno de Álvaro Obregón y fue comisionado por el General Heriberto Jara en el estado de Veracruz. En 1925 fue ascendido a General Brigadier. Entre 1927 y 1932 fungió como Jefe de guarnición en Tuxtla Gutiérrez, Chiapas; donde ocupó interinamente la gubernatura, Tapachula, Chiapas; Frontera, Tabasco; Irapuato, Guanajuato; Mazatlán, Sinaloa; Culiacán, Sinaloa; Guaymas, Sonora; Acapulco, Guerrero; Aguascalientes; Tuxpan, Veracruz y Manzanillo, Colima. En 1937 fue enviado a San Luis Potosí a combatir la rebelión encabezada por el General Saturnino Cedillo a quién venció en combate. En 1939 se le confirió el grado de General de Brigada. En 1947 alcanzó el grado de General de División. Murió en la Ciudad de México el 25 de febrero de 1966.